# Zygina nebulosa
Zygina nebulosa är en insektsart som först beskrevs av Ribaut 1948.  Zygina nebulosa ingår i släktet Zygina och familjen dvärgstritar. Inga underarter finns listade i Catalogue of Life.